# Мићићи из Рожанства
Породица Мићића се доселила у златиборско село Мачкат у првој половини 18. века. Мићићи воде поријекло из области ријеке Пиве у источној Херцеговини (данас је то дио Црне Горе), из племена Пивљанина Баја, чувеног хајдука. Бајо је почео да хајдукује још у раној младости, због чега се није ни женио, па није ни оставио директно потомство. У својој породичној задрузи је имао 12 синоваца које су Турци стално узнемиравали да им одају стрица Баја. Једног дана пред вече, дођу Турци Бајовој кући и затекну 11 његових синоваца, јер је један био у бачијама код стоке. Турци заробе Бајове синовце и ту заноће, намјеравајући да их сутрадан ставе на муке, не би ли им одали стрица. Међутим, једна од њихових жена се искраде и оде на бачију код оног дванаестог синовца да га обавијести о томе што се догодило. Он одмах нађе Баја и његову дружину и каже му шта се десило код куће. Бајо оде и побије све Турке и ослободи синовце, говорећи им: „До сада сте сви били на мом врату, а од сада овдје више нема опстанка, јер ће вам Турци огњиште разорити. Већ ви сваки своју жену и дјецу узмите, па бјежите у свијет!“
Тако Бајови синовци оду на разне стране. Гаврило, Обрад, Никола, Матија, Василије и Алекса оду на Златибор, у село Мачкат, одакле су, након извјесног времена, морали опет да бјеже у Црну Гору, у предио Горње Мораче, и то код својих рођака који су овдје пребјегли по Бајовом савјету.
Када је Карађорђе подигао устанак против Турака, све шесторо браће се врате из Горње Мораче на Златибор, али овај пут у село Рожанство. Ту су подигли велику кућу, јер их је било много. Све шесторо браће живјело је заједно и њихова кућа је била цијењена. Гаврило (Гариб) био је, као најстарији брат, старјешина задруге и имао је четири сина: Јована, Јоксима, Петра и Илију... Мићићи славе Св. Јована и, традиционално, кумују им Смиљанићи из Љубиша.
Поред ових Мићића, у Рожанству живе и Мићићи Пециловићи, који воде поријекло од једног слуге Радосава који је служио на имању Гариба Мићића. Он је узео славу и презиме Мићића, а Пециловићима су их прозвали по Радосављевом сину Петру кога је мајка од милоште звала Пецо, Пецило. Потомци Мићића и Мићића Пециловића нису у сродству, па се међусобно жене и удају. Мићићи живе и у селу Годовику код Пожеге, Косовици код Ивањице, Опланићу у Гружи, у Љуљациима у Гружи живе Марковићи Мићићи, а у Мокрој Гори Чечерићи Мићићи.
Такође, постоје Мићићи који воде порекло од Миће Цвијића, који је узео презиме Мићић по свом имену, а који живе у Својдругу- Рогачица код Бајине Баште. Познати су и као Мићићи Беговићи.
Новија истраживања довела су у питање неке од ставки из ових предања. Укрштање архивских података из дефтера џизје Казе Ужице из 1795. године и података о пореклу Мићића из рукописа професора и директора Ужичке гимназије и народног посланика Михаила Живковића, уз генетичко-генеалошку анализу, показало је да Мићићи воде непосредно порекло из Кремана, где су били у патрилинеарном сродству са прецима данашње фамилије Селаковић, док је даље порекло мање извесно. Према овим истраживањима, родоначелник Мићића – Мића – имао је три сина – Стевана, Милутина и Алексу. Од Стевана потичу Мићићи из Годовика, док од друге двојице браће потичу Мићићи из Рожанства и Чајетине, при чему је Гаврило-Гариб највероватније био Алексин син, односно Мићин унук.